# Vltava (Helsinky)

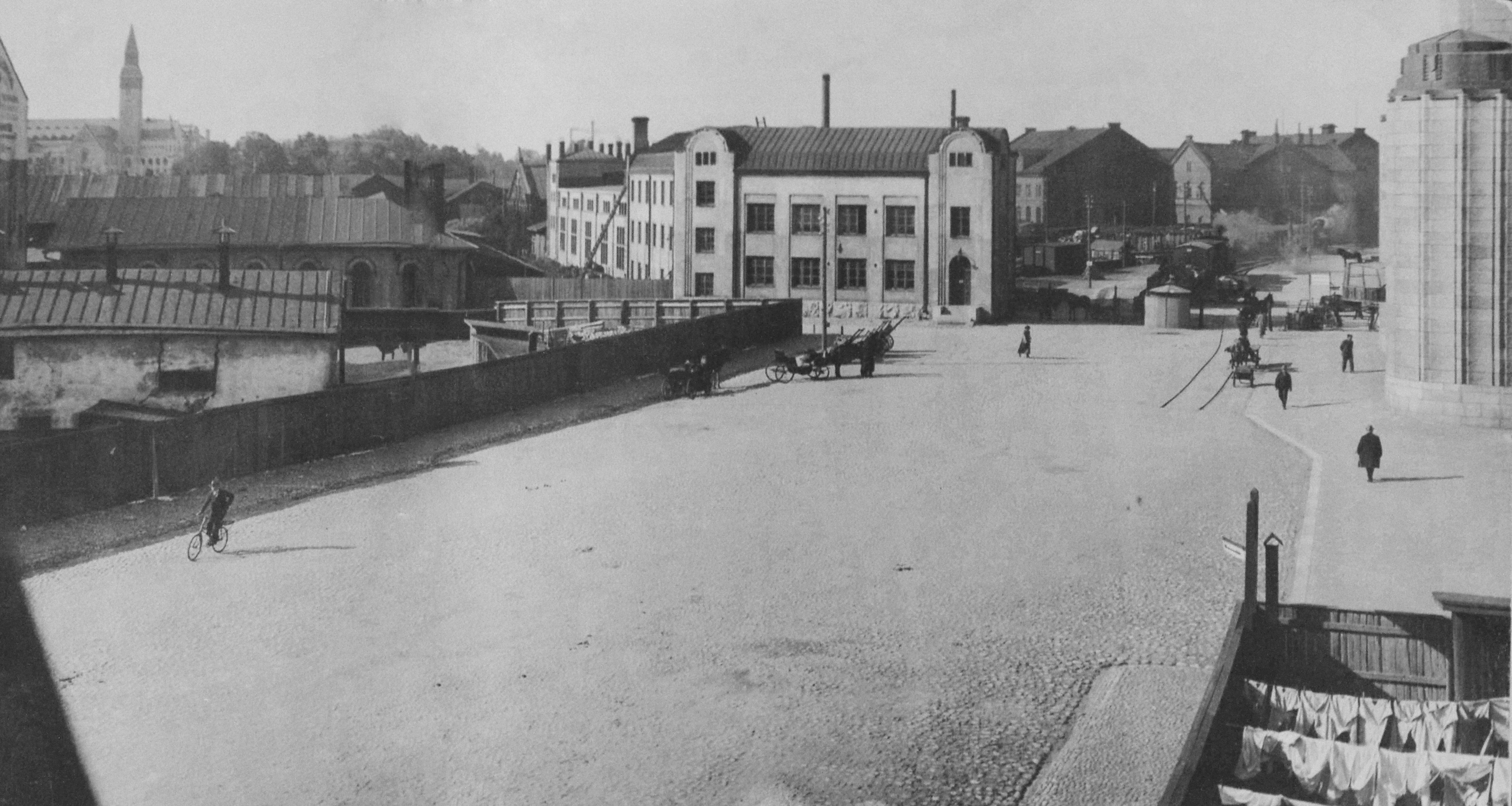
Jako budova Finských státních drah (okolo roku 1911)

Vltava je největší česká restaurace ve Finsku. Nachází se v samém centru finského hlavního města Helsinek ve čtvrti Kluuvi (švédsky Gloet) na Elielově náměstí (Elielinaukio), mezi někdejší hlavní poštou (Postitalo) a hlavním helsinským železničním nádražím. Finská národní rada pro památky nechala v památkově chráněné secesní budově otevřít restauraci na jaře 2005. Restaurace je pojmenována po české řece Vltavě a je ve vlastnictví spotřebního družstva Helsingin Osuuskauppa Elanto (HOK-Elanto).

## Restaurační prostory
Restaurace má 389 míst k sezení uvnitř a 126 na letní terase. Na čtyřech podlažích je celkově pět oddělených restauračních prostor (Staré Město, Kundera, Milá, Bistrovo, Havel). Interiéry navrhl architekt Pekka Perjo.

## Historie budovy
Přesný rok výstavby secesního domu není jasný, různé zdroje uvádějí roky 1898, 1899, 1909 nebo 1911. O výstavbě budovy nebyla zachována žádná dokumentace; autorství je připisováno buď Elielu Saarinenovi (architekt sousední budovy hlavního nádraží), nebo Brunovi F. Granholmovi (hlavní architekt Finských státních drah). Stavba byla součástí velké průmyslové oblasti okolo Töölöského zálivu (Töölönlahti), která byla veřejnosti nepřístupná. V budově byl původně sklad expresních zásilek dopravovaných po železnici a ubytování pro zaměstnance. V roce 1978 byla stržena návazná část budovy (směrem na sever), ve které se ještě v 50. letech stavěly lokomotivy. Než byla v budově otevřena restaurace Vltava, pronajímala si ji jako terminál letecká společnost Finnair.